# Abramites hypselonotus
Espèce
Abramites hypselonotus est une espèce de poissons de la famille des Anostomidae et de l'ordre des Characiformes.

## Description
Abramites hypselonotus est une espèce de poissons à dos vouté, museau pointu et nageoires avec un bord jaune vif.

### Taille
15 cm pour le mâle et 14 cm pour la femelle.

## Origine
Amérique du Sud

## Caractéristiques physico-chimiques
Température 23-27 ; PH 6-7,5 ; Dureté GH 4-18.

## Maintenance en captivité
150L, solitaire ou couple.

## Nourriture
Végétale, Abramites hypselonotus est omnivore à tendance herbivore. Si son alimentation n'est pas adaptée, il s'attaquera aux plantes de l'aquarium.
Dans tous les cas, il faut éviter les plantes à feuillage fin et tendre dont il se régalerait.

## Reproduction
Jamais réalisée à ce jour.

## Comportement
En vieillissant, ce poisson devient agressif envers les autres membres de son espèce. Mis à part dans un très grand aquarium, il est préférable de le maintenir seul ou en couple.